# 중앙아메리카 축구 연맹
중앙아메리카 축구 연맹(영어: Central American Football Union, 스페인어: Unión Centroamericana de Fútbol, 약칭 UNCAF)은 중앙아메리카 지역의 축구 협회 연합이다.

## 소속팀
- 과테말라
- 니카라과
- 벨리즈
- 엘살바도르
- 온두라스
- 코스타리카
- 파나마

## 주관 대회
- 코파 센트로아메리카나 (1991년 창설, 2017년 폐지): 중앙아메리카 축구 연맹 회원국의 축구 국가대표팀이 참가한 대회로 CONCACAF 골드컵의 중앙아메리카 지역 예선을 겸했다.
- 코파 인테르클루베스 UNCAF (1971년 창설, 2007년 폐지): 중앙아메리카 축구 연맹 회원국의 축구 클럽이 참가한 대회로 CONCACAF 챔피언스컵의 중앙아메리카 지역 예선을 겸했다.

## 같이 보기
- 카리브 축구 연맹
- 북아메리카 축구 연맹